# Камионът
„Камионът“ е български игрален филм (драма) от 1980 година на режисьора Христо Христов, по сценарий на Христо Христов. Оператор е Атанас Тасев. Музиката във филма е композирана от Кирил Цибулка.

## Актьорски състав
- Григор Вачков – Йордан – Дедлето
- Лиляна Ковачева – Милена
- Веселин Вълков – Щерьо
- Стефан Димитров – Докторът
- Джоко Росич – Чатанугата
- Живка Пенева
- Емил Марков – Нешо
- Йордан Спиров – Димитър Петев – Димитрото, шурея на Чатанугата
- Николай Начков
- Христо Кръчмаров
- Иван Томов
- Минка Сюлеймезова – съпругата на бай Дамян
- Стефан Бобадов
- Илия Секулов